# Germain Louvet
Scènes principales
Opéra national de Paris
Germain Louvet, né le 23 mai 1993 à Chalon-sur-Saône en Saône-et-Loire, est un danseur français. Il est nommé danseur étoile au ballet de l’Opéra national de Paris le 28 décembre 2016.

## Biographie

### Famille
Il est petit-fils de paysan, et le frère de l'ex-coureur cycliste professionnel Louis Louvet,. Il grandit à Givry, près de Chalon-sur-Saône en Bourgogne.

### Jeunesse et formation
À l’âge de quatre ans, Germain Louvet débute la danse dans un club de danse modern jazz à Givry. Il n’a jamais fait d’autre sport, ayant très tôt exprimé son désir de faire de la danse.
En septembre 2000, à l’âge de 7 ans, en CE1, Germain Louvet intègre les classes de danse du Conservatoire national de région de Chalon-sur-Saône. Il y reste plusieurs années, avec ses professeurs Philippe Cheloudiakoff et Sylvie Mondoulet.
En septembre 2005, il réussit le concours d’entrée à l’école de danse de l'Opéra national de Paris, située à Nanterre, et rentre en 6e division. Après avoir suivi tout le cursus, il est engagé dans le corps de ballet de l’Opéra de Paris en 2011.

### Ballet de l’Opéra national de Paris
Germain Louvet intègre le corps de ballet de l’Opéra de Paris le 1er juillet 2011, à la faveur au concours interne. Cette année-là, quatre garçons réussissent le concours d'entrée, un record pour une promotion : Jérémy-Loup Quer, Hugo Marchand, Mathieu Contat et Germain Louvet.
Le 6 novembre 2013, il est promu Coryphée lors du concours interne du corps de ballet, en présentant la variation du Pas de cinq des Pierres précieuses de La Belle au bois dormant de Rudolf Noureev (variation imposée), et la variation du Grand pas de Paquita de Pierre Lacotte (variation libre).
Le 3 décembre 2014, il est promu Sujet. Cette année-là, la variation imposée aux danseurs est la variation de Siegfried issue de l'acte III Le Lac des cygnes de Rudolf Noureev, et il choisit une variation libre issue du même ballet : la variation lente de l'acte I.
Le 4 novembre 2016, il est promu Premier danseur au concours interne du Corps de ballet de l’Opéra de Paris, la nomination étant effective au 1er janvier 2017. La variation imposée est la variation lente du Prince de l'acte II de La Belle au bois dormant, et la variation libre la mazurka issue du ballet Études de Harald Lander.
Benjamin Millepied, alors directeur de la danse, lui donne des rôles importants dans Casse-noisette et Roméo et Juliette de Rudolf Noureev, ainsi que dans sa création Clear, Loud, Bright, Forward en 2015.
Fin mai 2018, il participe à plusieurs représentations au sein du Théâtre de la Scala de Milan, en hommage aux 25 ans de la mort de Rudolf Noureev, avec l'étoile russe Svetlana Zakharova.
En juin 2018, il danse pour la première fois aux côtés de l'étoile Dorothée Gilbert le premier rôle masculin, Colas, dans La Fille mal gardée, de Frederick Ashton.

### Danseur étoile
Germain Louvet est nommé danseur étoile le 28 décembre 2016 à l’issue d'une représentation du Lac des cygnes de Rudolf Noureev. Ce soir-là, Germain Louvet interprète le rôle principal de Siegfried aux côtés de Ludmila Pagliero et Karl Paquette. L'annonce est faite sur scène, après le spectacle, par le directeur de l'Opéra Stéphane Lissner, aux côtés d’Aurélie Dupont, directrice de la danse depuis le départ de Benjamin Millepied.
Il gravit ainsi tous les échelons du Ballet sous trois directeurs de la danse différents : Brigitte Lefèvre, Benjamin Millepied et Aurélie Dupont.
Alors âgé de 23 ans, Germain Louvet incarne un renouveau des étoiles de l’Opéra de Paris, et il est est la première étoile nommée par Aurélie Dupont. Il a été marqué par leur rencontre lors de sa prise de rôle dans Casse-noisette en décembre 2014 et reconnaît une influence de leur travail commun dans sa danse.

### Style
Germain Louvet est réputé pour la fluidité de ses prestations.
« Pour le reste, et dans une certaine mesure, j'ai compris que je devais faire confiance à mon instinct. Avec moi, la spontanéité fonctionne mieux [...]. Si, sur scène, je vais droit à l'essentiel sans envisager les difficultés techniques pour ce qu'elles sont mais comme des pas parmi d'autres, cela me permet de me situer davantage dans la linéarité de l'enchaînement de pas sans souligner ces préparations techniques. Cela m'évite de créer des ruptures d'énergie et, sans doute, donne cette impression de ne pas me préparer aux difficultés ».
Son allure et sa musculature semblent l’avoir prédestiné aux rôles des princes, mais si ceux-ci ont sa préférence, il souhaite aussi découvrir un large spectre de rôles et d’incarnations. Sensible aux chorégraphies de Noureev, il souligne leur « musicalité particulièrement pointue et intelligente », « l’apport d’une dimension cinématographique » (« Roméo et Juliette » ou « Cendrillon ») et « la vraie profondeur » des personnages à incarner, témoins des différents niveaux de lecture que Noureev propose dans ses ballets.

### Activités de mode
Germain Louvet est aussi mannequin et pose pour des photographes, notamment pour l’agence Success Models à Paris.
Il participe régulièrement à des défilés pour la créatrice Agnès b.
En 2020, il participe à l'ultime défilé du créateur Jean Paul Gaultier.

## Vie privée
Germain Louvet est en couple avec le journaliste Pablo Pillaud-Vivien depuis plusieurs années.

## Filmographie
- 2018 : De l'amour, clip d'Urgence Homophobie : danseur[17]
- 2022 : En corps de Cédric Klapisch : Jean-Philippe

## Récompenses
- 2013 : Prix du Cercle Carpeaux[18].
- 2016 : Prix de l'AROP [19]

## Documentaires
- Germain Louvet nommé danseur Étoile, cérémonie de nomination du 28 décembre 2016 sur la scène de l'Opéra de Paris, 2 min 08.
- Dans les pas du danseur étoile Germain Louvet, reportage France 3 Bourgogne Franche Comté, mini-série de 4 épisodes.